# Centrogone
Centrogone is een geslacht van vlinders van de familie uilen (Noctuidae).

## Soorten
- C. chlorochrysa Hampson, 1910
- C. purpurea Gaede, 1915